# Monica Mæland
Monica Mæland, född 6 februari 1968, är en norsk advokat och politiker för Høyre. Hon var justitieminister från januari 2020 till oktober 2021. Hon var  kommun- och regionutvecklingsminister i Regeringen Solberg mellan 2018 och 2020. Från 2013 till 2018 var hon handels- och näringslivsminister. Mæland var byrådsledare i Bergen från 2003 till 2013.
Mæland föddes i Bergen och växte upp i Arendals kommun. Hon tog examen från Universitetet i Bergen 1994 och har därefter praktiserat som advokat.  Hon är gift med Tom Schmidt Mæland, och tillsammans har de två barn.